# 趙思温
趙 思温（ちょう しおん、生年不詳 - 会同2年3月20日（939年4月12日））は、遼（契丹）の軍人・政治家。字は文美。盧龍軍の人。

## 経歴
若くして果断で、膂力にすぐれ、盧龍軍節度使の劉仁恭の幕下に入った。李存勗が燕に対して問罪の軍を起こすと、思温は偏師を率いてこれをはばんだ。流れ矢が目に当たって流血したが、裳を裂いて血止めし、なおも戦い続けた。思温は李存勗の将の周徳威に捕らえられた。李存勗は思温の心意気を買ってその縛めを解いた。思温は李存勗に信用されるようになり、後梁と莘県で戦って、驍勇で知られ、平州刺史に任ぜられ、平営薊三州都指揮使を兼ねた。
神冊2年（917年）、耶律阿保機が燕の地を経略すると、思温は契丹に降った。渤海に対する征戦に従い、漢軍都団練使となり、力戦して扶余城を抜いた。身に数カ所の傷を負ったので、耶律阿保機が自ら思温のために薬を調合したという。
太宗が即位すると、功績により検校太保・保静軍節度使に抜擢された。天顕11年（936年）、石敬瑭が救援を求めてくると、太宗は思温に命じて嵐州・憲州の間から出兵させて石敬瑭を援助させた。撤兵すると、南京留守・盧龍軍節度使・管内観察処置等使・開府儀同三司に転じ、侍中を兼ね、協謀靖乱翊聖功臣の号を賜った。まもなく臨海軍節度使に転じた。
会同元年（938年）、耶律牒蝋に従って後晋に冊礼使としておもむき、帰還すると、検校太師の位を加えられた。会同2年（939年）3月、自宅の庭に隕石が落ちてから、薄疾（不整脈）を発症して亡くなった。昌平県五華山に葬られ、太師・魏国公の位を追贈された。
子に趙延煦・趙延靖がいた。

## 伝記資料
- 『遼史』巻76 列伝第6